# Ротмистр
Ро́тмистр (нем. Rittmeister, от нем. Ritt — кавалерийский отряд и нем. Meister — начальник) — старший обер-офицерский чин, в кавалерии, в русском войске были и в пехоте, позднее воинское звание в вооружённых силах некоторых государств; лицо, имевшее данный чин (звание).

## Россия
В войске России ротмистры появились в XVII веке в полках нового строя. Чин присваивался только на время службы приказами Русского царя.

По отписке и по книгам из Белагорода окольничего и воевод князя Григорья Григорьевича Ромодановского с товарыщи октября в 15 день нынешнего 171-го году Белогородцкого полку [8] великого государя ратных людей по их смотру сентября в 18 день нынешняго же 171-го году на лицо.

Стряпчей 1 ч., дворян 2 ч., жильцов 6 ч., голов 3 ч., есаулов 46 ч., завоеводчиков 75 ч.; /24 л./ всего 133.
Капейного строю.
В 1-м полку.
Маеор Петр Дмитреев сын Стромичевской, а у него в полку: ротмистр 1 ч., капитан и порутчик 1 ч., порутчиков 5 ч., прапорщиков 8 ч., квайтеймейстров 5 ч., обозных 2 ч., копейщиков 560 ч.; всего 583 ч.

Во 2-м полку.
Полуполковник Еремей Ондреев сын Марлент, /25 л./ а у него в полку: маеор 1 ч., ротмистров 4 ч., …— Сметные росписи государевым людям всех полков и перечневая выписка о сборе полуполтинных денег 171 года.
В Российской империи ротмистр — старший обер-офицерский чин в кавалерии. В 1730—1731 годах с созданием тяжёлой кавалерии по немецкому образцу (кирасиры) появились новые названия чинов, среди которых фигурировал и ротмистр, соответствующий IX классу Табели о рангах.
Ротмистром иногда назывался войсковой есаул при войсковом наказном атамане Донского казачьего войска. В 1798—1800 годы особые наименования казачьих офицерских чинов были приравнены в рангах к офицерам армейских гусарских полков, сохранив свои прежние названия. Так, чин есаула был приравнен к чину ротмистра в кавалерии. Как правило, такой ротмистр-есаул командовал казачьей сотней. Носил погоны с голубым просветом на серебряном поле без звёздочек.
В 1882 году гусарские и уланские полки были реорганизованы в драгунские, а для установления во всей кавалерии единообразия в чинах, драгунские капитаны были переименованы в ротмистров. С упразднением чина майора в 1884 году ротмистр повышается до VIII класса в Табели о рангах.
| младшее звание: Штабс-ротмистр | Ротмистр (Капитан) | старшее звание Подполковник |

## Знаки различия
Образцы знаков различий ротмистра в Российской империи
| Знаки различия               | РИА                   | РИА           | РИА          | РИА      |
| ---------------------------- | --------------------- | ------------- | ------------ | -------- |
| Шнур наплечный эполет погоны |                       |               |              |          |
|                              |                       |               |              |          |
|                              | Шнур наплечный (1908) | Эполет (1904) | Погон (1907) | … (1914) |

## Польская армия
Ротмистр (пол. rotmistrz, иногда англизирован до англ. rotamaster) — польское воинское звание в кавалерии в период c XV до XX веков. Первоначально ротмистр командовал и мог стоять во главе как пехотных (рота), так и конных частей (хоругвь). Впоследствии ротмистром назывался командир эскадрона. В таком виде чин просуществовал до 1947 года, когда были расформированы кавалерийские части в Народном войске польском. С появлением в 2000 году эскадрона кавалерии войска польского по отношению к его командиру используется обращение «ротмистр».

## Германская и австрийская армии
В Германии и Австро-Венгрии ротмистр соответствовал капитанскому званию. В Первой мировой войне ротмистр командовал эскадроном и иногда полком.
В вермахте звание ротмистр сохранилось в кавалерийских частях, а также в некоторых частях артиллерии, и соответствовало званию гауптман.
В Австрии с 1945 по 1978 годы, ротмистр являлся званием в жандармерии и полиции.

## Другие армии
- В Норвегии звание ротмистра (rittmeister) существует до сих пор в танковых и мотострелковых подразделениях.
- В Швеции ротмистр (швед. ryttmästare)
- Ротмистры есть в армии Чехии (чеш. rotmistr), но относятся они к категории прапорщиков (чеш. praporčický sbor).
- В Дании звание ротмистр (дат. ritmester) просуществовало до 1951 года.

## Персоналии
Известные ротмистры:
- Платон Александрович Воейков — герой обороны Севастополя.
- Йозеф Габчик — ротмистр чехословацкой армии, участник операции «Антропоид».
- Роман Григорьевич Зарудный — герой сражения при Ла-Ротьере.
- Кернозицкий — польский — ротмистр, один из предводителей отрядов Лжедмитрия II.
- Владимир Литтауэр — ротмистр Сумского гусарского полка в Великой войне. В эмиграции — известный американский ипполог.
- Иван Степанович Мазепа — будущий гетман — был ротмистром гетманской надворной гвардии гетмана Дорошенко (1669 год).
- Витольд Пилецкий — солдат польского подполья, подчинённого польскому правительству в изгнании, организатор движения сопротивления в концентрационном лагере Освенцим.
- Ян Собеский — будущий Великий князь Литовский и король Польши.
- Манфред фон Рихтгофен — германский лётчик-истребитель, ставший лучшим асом Первой мировой войны с 80 сбитыми самолётами противника.
- барон Мюнхгаузен — ротмистр Брауншвейгского кирасирского полка Русской императорской армии.